# Au cœur des ténèbres
Au cœur des ténèbres (Heart of Darkness) est un roman court de Joseph Conrad paru en 1899. Son œuvre est largement inspirée d'éléments autobiographiques expliquant ses choix narratifs.

## Histoire
Au cœur des ténèbres est une longue nouvelle de Joseph Conrad, parue en feuilleton dans le Blackwood's Magazine en 1899, puis au sein d'un recueil de trois récits, Youth: A Narrative, and Two Other Stories (Jeunesse), en 1902.

## Résumé
Alors qu'un équipage fait une halte dans l'estuaire de la Tamise pour attendre le courant de jusant (descendant), un narrateur relate le récit que fait Charles Marlow, un jeune officier de la marine marchande britannique, de sa remontée du cours d'un fleuve au cœur de l'Afrique subsaharienne, des années auparavant, alors embauché par une compagnie belge pour rétablir le lien avec le directeur d'un comptoir situé au cœur de la jungle, Kurtz, très efficace collecteur d'ivoire dont on est sans nouvelles depuis plusieurs mois. Le narrateur décrit l'expérience de Marlow comme un voyage au sein des aspects les plus ténébreux de l'humanité.

## Sources
De nombreux personnages ont été évoqués comme source d'inspiration pour le personnage de Kurtz. Le plus proche de Conrad fut Georges-Antoine Klein, un agent malade de la Compagnie du Congo pour le Commerce et l'Industrie (en) qu'en raison de sa maladie Conrad alla chercher avec son steamer Roi des Belges en remontant le fleuve Congo, et qui mourut à bord (comme Kurtz). 
On cite aussi le militaire et entomologiste belge Léon Rom, le successeur des sultans de Zanzibar et marchand d'esclaves Tippo Tip, l'officier de l'Armée britannique Edmund Musgrave Barttelot ou bien encore le commerçant d'ivoire travaillant pour la Société du Haut Congo Arthur Hodister. Si tout ou partie de ces personnages a pu nourrir le récit de Conrad, il s'est aussi inspiré par ailleurs de récits tels que Dans les ténèbres de l'Afrique du célèbre explorateur Henry Morton Stanley, qui relate une expédition chaotique pour retrouver l'aventurier Eduard Schnitzer.
Autre source possible, la rencontre à Matadi par Conrad, lors de son arrivée au Congo en 1890, du consul britannique Roger Casement, qui lui avait fait part des atrocités dont il avait été témoin dans la région et sur lesquelles il produisit plus tard un rapport dévastateur.
Cependant, pour le diplomate belge Jules Marchal, abondamment documenté par Adam Hochschild, le personnage de Kurtz correspond bien à une dimension tout à fait réelle, qui l'horrifie par ailleurs : « Kurtz avait entouré sa maison de piquets auxquels étaient accrochées des têtes humaines décapitées. Il montre que l'environnement colonial peut créer un homme capable d'aller jusqu'au bout du crime et de l'horreur, c'est ce que veut faire sentir Joseph Conrad. » Il ajoute cependant que Kurtz ne représente pas la « généralité des Blancs ».

## L'écriture
Joseph Conrad parle couramment le polonais, sa langue maternelle, ainsi que le français et l'anglais. Il donne libre cours à son talent d'écrivain en choisissant l'anglais pour écrire. Son anglais reste hanté par la langue française, de nombreux gallicismes étant présents dans son texte.

## Adaptations et transpositions

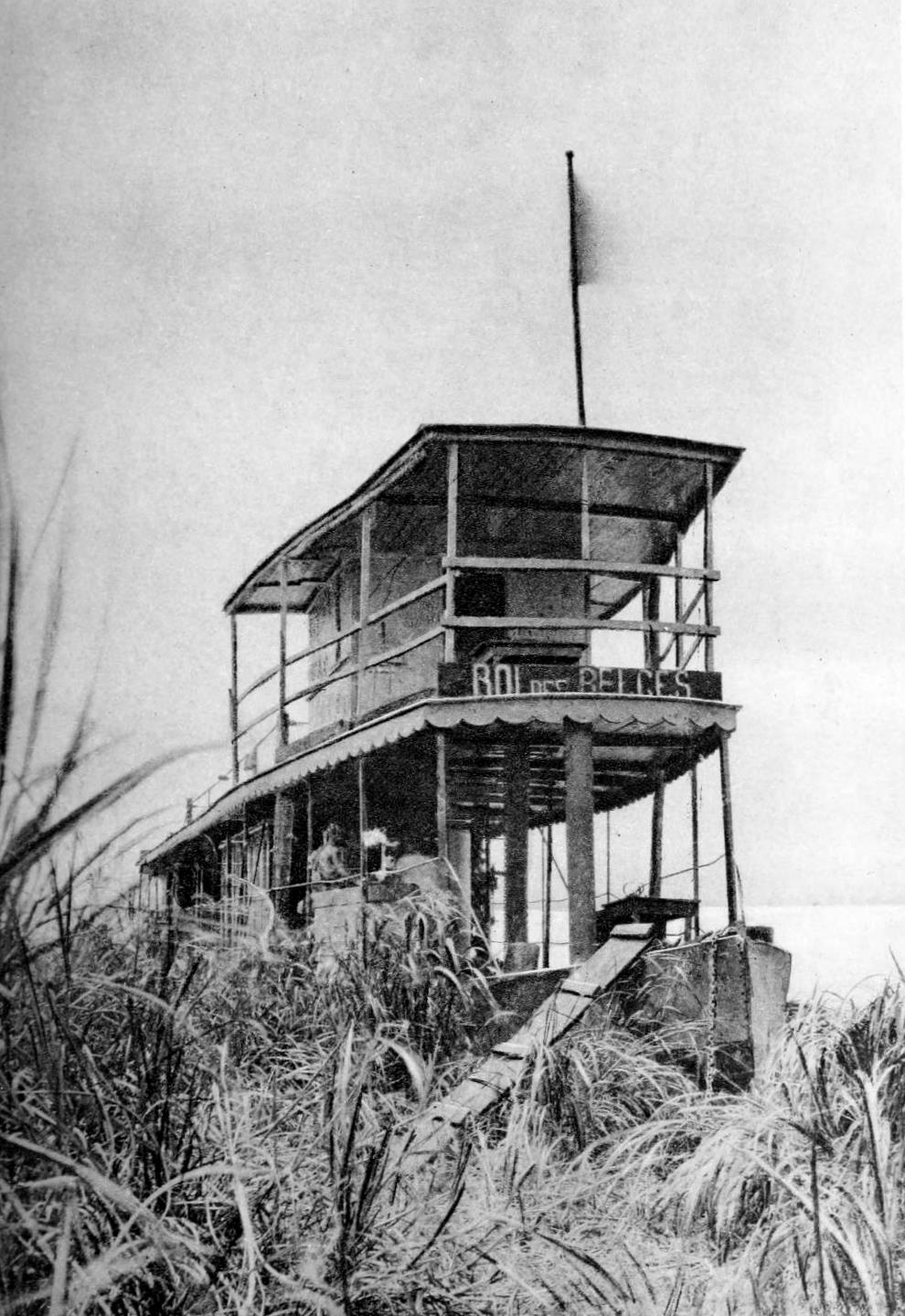
Le Roi des Belges, bateau sur lequel a navigué Joseph Conrad pour l'État indépendant du Congo.

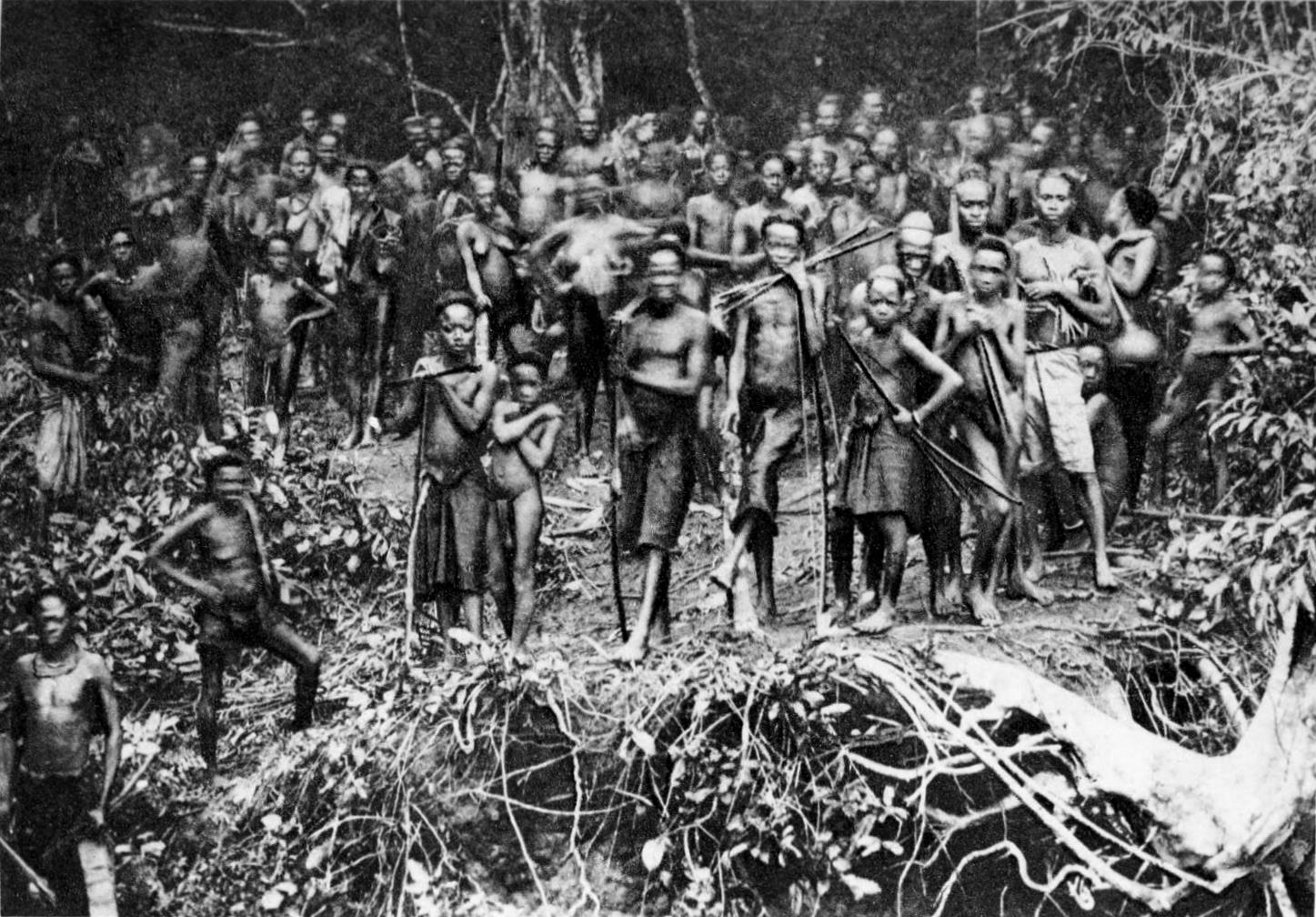
Villageois rassemblés au passage du Roi des Belges à Sankuru en 1888.

### Cinéma
Orson Welles a proposé d’adapter Heart of Darkness pour la RKO, avec une hypothèse de caméra subjective — il aurait lui-même joué le rôle de Kurtz — mais ce projet n'a finalement jamais abouti.
Le film Apocalypse Now de Coppola transpose le récit dans le contexte de la guerre du Viêt Nam, avec des éléments du roman L'Adieu au roi (1969) de Pierre Schoendoerffer (John Milius, qui a réalisé en 1989 une adaptation cinématographique de ce dernier roman, fut aussi le scénariste d'Apocalyse Now). La trame (un bateau remontant une rivière au cœur de la jungle) et les thèmes abordés (la « déshumanisation » de l'homme au fur et à mesure qu'il remonte le fleuve) sont identiques. Comme dans la nouvelle, le personnage recherché par le narrateur s'appelle Kurtz, il est interprété par Marlon Brando.
La télévision américaine (Turner Pictures) a produit en 1993 une adaptation plus fidèle au texte, par Nicolas Roeg, avec Tim Roth, John Malkovich, Isaach de Bankolé et James Fox qui reprend le titre de la nouvelle : Heart of Darkness (Au cœur des ténèbres en français).
L'année suivante, le cinéaste québécois Robert Morin transpose le récit dans le contexte des revendications territoriales autochtones au Canada. Le film, intitulé Windigo, raconte le périple de deux émissaires du gouvernement canadien, accompagnés de deux journalistes et d'un médecin, qui remontent la rivière Windigo à la rencontre d'un leader charismatique autochtone, Eddy Laroche, qui a déclaré l'indépendance d'un vaste territoire situé au nord du Québec.
En 1995, le film d'Arnaud des Pallières Drancy Avenir cite largement le texte de Conrad. Il développe Au cœur des ténèbres comme un récit parallèle à la trame principale qui voit une étudiante enquêter sur les traces encore présentes dans notre monde de l'extermination des juifs par les Nazis. Le voyage de Marlow jusqu'à Kurtz étant dans ce film la symbolique du travail difficile de l'historien qui cherche à appréhender l'horreur de ce que fut la Shoah.
Le film du réalisateur allemand Werner Herzog, sorti en 1972, Aguirre, la colère de Dieu, avec Klaus Kinski dans le rôle-titre, a également une trame proche, mais celle-ci est fondée sur une histoire authentique, contrairement aux œuvres précitées qui sont des fictions. En 1982, un autre film du même réalisateur, Fitzcarraldo, une nouvelle fois avec Klaus Kinski dans le rôle-titre, fait également écho au thème de l'homme blanc qui se perd dans une quête impossible dans la jungle.
Le roman de Conrad est également cité à diverses reprises dans le film King Kong de Peter Jackson sorti en 2005, lors de la progression vers l'île perdue.
Dans L'Art (délicat) de la séduction, film de Richard Berry sorti en 2001, le personnage interprété par Cécile de France prête ce livre au personnage interprété par Patrick Timsit et déclare, à propos du capitaine Marlow, qu'on « pourrait le prendre pour un imbécile, mais il voit plus loin que les autres, parce qu'il sait attendre ».
Le roman sert de fil rouge au documentaire de Thierry Michel consacré au fleuve Congo, Congo River (2006). Le réalisateur remonte le fleuve jusqu'à sa source et entre petit à petit au cœur d'un pays en quête de reconstruction.
En 2008, le film L'Aube du monde du réalisateur franco-irakien Abbas Fahdel transpose le récit dans le contexte de la guerre du Golfe, avec les marais du sud de l'Irak pour décors.
En 2019, le réalisateur James Gray admet que son film Ad Astra est largement inspiré d'Au cœur des ténèbres, mais transposé dans un univers de science-fiction, et qu'on y retrouve des éléments similaires ou les mêmes thèmes.
En 2021, le titre du documentaire de Raoul Peck en 4 parties, Exterminez toutes ces brutes (Exterminate All the Brutes), qui rappelle le génocide des Premières Nations, l'esclavage et le nazisme, est tiré de paroles prononcées par Kurtz dans Au cœur des ténèbres.

### Littérature (romans et essais)
Dans Les Origines du totalitarisme (1951), Hannah Arendt utilise Au cœur des ténèbres pour analyser un des facteurs explicatifs du totalitarisme ; ses vues et sa méthodologie sont critiquées par certains historiens.
En 1970, dans son roman Les Profondeurs de la Terre, l'écrivain Robert Silverberg s'en inspire et lui rend hommage en le transposant dans le domaine de la science-fiction.
Dans La Femme léopard, son dernier roman qu'il achève, en 1991, à la veille de sa mort, et dont l’action est située en Afrique équatoriale, Alberto Moravia s’inspire de la nouvelle de Conrad. D’après Enzo Siciliano, le mystère d'Au cœur des ténèbres hantait l'esprit de Moravia dans les derniers temps.
En 1992, Sven Lindqvist publie Exterminez toutes ces brutes ! (sv). Le narrateur, qui voyage en bus à travers le Sahara, étudie le contexte colonial dans lequel Conrad a rédigé son roman et, sur cette base, fait un lien entre l'impérialisme, en particulier britannique de la fin du XIXe siècle, et le génocide juif.
En 2013, Marie Darrieussecq dans son roman Il faut beaucoup aimer les hommes reprend le thème du cinéaste qui, comme Orson Welles, veut aller tourner en Afrique une adaptation de ce roman.

### Bande-dessinée
En 2006, Sylvain Venayre adapte la nouvelle Au cœur des ténèbres en roman graphique avec l'aide du dessinateur-illustrateur Jean-Philippe Stassen sous le titre Cœur des Ténèbres (éditions Futuropolis),.
En 2013, Kongo : le ténébreux voyage de Josef Teodor Konrad Korzneniowski, adaptation romancée de l'engagement de Konrad dans l'État indépendant du Congo en 1890 qui lui a inspiré Au cœur des ténèbres, scénario Christian Perrissin, dessin Tom Tirabosco (éditions Futuropolis) 
En 2014, deux auteurs de bande dessinée, Stéphane Miquel et Loïc Godart adaptent le roman pour les éditions Soleil dans un album intitulé, sans surprise, Au cœur des ténèbres,.
En 2017, dans Le lendemain du monde (scénario de Olivier Cotte et dessin de Xavier Coste, éditions Casterman), l'action est transposée dans un univers post-apocalyptique. La bande-dessinée mêle le roman de Conrad et Le Monde englouti de James G. Ballard.
En 2019, Jean-Pierre  Pécau (scénario) et Benjamin Bachelier (dessin) adaptent dans un album intitulé également Cœur de ténèbres et édité par Delcourt, le récit et le transposent en 1794, en pleine Révolution française dans les marais du pays de Guérande en Bretagne. Ici, le héros, le lieutenant Varenne, est chargé par le gouvernement de la Convention de retrouver un certain colonel Scherb, devenu incontrôlable.
En 2025, Maryse et Jean-François Charles adaptent librement le roman de Conrad, en le transposant aux États-Unis, à l'issue de la guerre de Sécession. Cet opus, renommé Au cœur du désert, est publié dans la collection Signé des Éditions du Lombard.

### Jeu vidéo
Spec Ops: The Line est un jeu vidéo sorti le 29 juin 2012 sur PS3, Xbox 360 et PC. Il s'agit d'une adaptation moderne de l’œuvre développée par Yager Development et éditée par 2K Games. L'histoire se déroule dans un Dubaï dévasté par une tempête de sable, où une escouade de la Delta Force part à la recherche du colonel John Konrad, porté disparu après sa tentative avortée d'une évacuation à grande échelle de la ville. L'équipe étant confrontée, tout le long du voyage, à l'horreur croissante de la situation sur place, les trois membres sombrent dans d'atroces épreuves psychologiques. Le joueur lui-même est mis à l'épreuve : à plusieurs moments dans le scénario, il lui est demandé de faire des choix, souvent difficiles, qui peuvent conduire à des conséquences dramatiques pour les protagonistes et ceux qu'ils rencontrent.
Far Cry 2, sorti en Octobre 2008 et produit et édité par Ubisoft a des similitudes, assumées, avec le livre de Joseph Conrad. On y incarne un mercenaire venu en Afrique, dans un pays fictif en pleine guerre civile pour y tuer un marchand d'arme, surnommé le Chacal, extrêmement doué qui arme les deux factions en guerre. Durant notre chasse à l'homme on croisera de nombreuses fois le Chacal et grâce à des cassettes dissimulées dans la carte du monde ouvert on pourra écouter des morceaux d'interviews du Chacal avec un journaliste de guerre et y dénoter le même cynisme envers le genre humain et ses propres actes que l'on peut retrouver chez Kurtz ou son interprétation libre dans "Apocalypse Now". On peut rajouter que la dernière zone du jeu s'appelle "le cœur des ténèbres".

### Radio
Il existe une adaptation radiophonique de la nouvelle, adaptée par Stéphane Michaka, sur une musique originale de Didier Benetti et mise en onde avec la participation de l'Orchestre national de France par France Culture (service des Fictions) et la direction de la musique de Radio France. Enregistré en public le 21 juin 2014 au studio 104 de la Maison de la radio. Rediffusé le 16 mai 2020 sur France Culture dans l'émission Fictions/Samedi Soir.

## Apparitions
- Dans l'épisode 13 de la saison 1 de l'anime Psycho-Pass, Kōgami Shinya lit le livre dans son lit d'hopital.
- Dans le film Call me by your name, on aperçoit Elio lisant ce livre dans sa chambre.
- Dans le film King Kong réalisé par Peter Jackson en 2005, un des personnages, prénommé Jimmy, parle de ce livre qu’on le voit lire.
- La série Maroni, les fantômes du fleuve, enquête policière autour du fleuve Maroni en Guyane française, débute par une citation du livre.
- Dans la série Gossip Girl, Chuck Bass fait une allusion au colonel Kurtz dans un épisode.
- Il est étudié par Scott, Stiles, Allison et Lydia dans la saison 3A de Teen Wolf.
- Le roman Ténèbre de Paul Kawczak s'en inspire.
- Dans l'épisode 4 de la saison 1 de Stranger Things, le professeur de Nancy Wheeler lit un passage de ce livre en classe.
- Dans la chanson "France Culture" d'Arnaud Fleurent-Didier (tiré de l'album La Reproduction, 2009), l'interprète mentionne le film Apocalypse Now, qu'il n'a pas vu, et le livre Au cœur des ténèbres, qu'il n'a pas lu.

### Textes
- (en) Heart of Darkness sur Wikisource
- (en) Heart of Darkness sur le Projet Gutenberg
- (en) Heart of Darkness disponible en format PDF chez Ria Press
- Le texte sur kongo-kinshasa
- Lecture audio